# Betzbach (Kamp)
Der Betzbach ist ein linker Zufluss zum Kamp bei St. Leonhard am Hornerwald in Niederösterreich.
Er entspringt nordwestlich von Felsenberg, einer Wüstung im Truppenübungsplatz Allentsteig, und des Felsenberges (593 m ü. A.) und fließt zunächst nach Süden ab, wo er den aus Riegers kommenden Riegersbach aufnimmt und dann weiter nach Südosten, wo zunächst der Gollersbach und danach der Ramsaubach von links einfließen. Der Ramsaubach ist dabei mit seinen beiden Zuflüssen, dem Spitzfeldbach und dem Kruggraben, ein nicht unbedeutender Zubringer. Ab der Einmündung des Ramsaubaches schneidet sich der Betzbach immer tiefer in seinen Untergrund ein, bis er sich weit unterhalb von Wegscheid am Kamp in den Kamp ergießt. Sein Einzugsgebiet umfasst 25,6 km² in teilweise offener Landschaft.